# Ube cake
La ube cake è una torta filippina simile alla chiffon cake contenente ube halaya (purè di ignami viola). La ube cake è di colore viola acceso, una caratteristica che la accomuna alla maggior parte degli alimenti a base di ube delle Filippine.

## Preparazione
Il metodo per preparare la ube cake è pressoché identico a quello dei mamón (delle chiffon cake e dolci con pan di spagna filippini). Nonostante ciò, la ube cake si distingue da essi per la presenza dell'ube in poltiglia. Gli ingredienti fondamentali da usare per cucinare la ube cake sono, oltre agli ignami, la farina, le uova, lo zucchero, un pizzico di sale, il lievito in polvere, la vaniglia, l'olio, il latte e il cremor tartaro. Maggiore è la quantità di ube utilizzato, più scura sarà la torta. La ube cake presenta una consistenza più densa e umida delle chiffon cake.
La ube cake in genere è insaporita con la panna montata, la cream cheese, o della crema al burro che può essere aromatizzata con l'igname viola o il cocco.

## Varianti

### Ube macapuno cake
Nelle Filippine è tipica una torta al macapuno con strisce di ube in gelatina chiamata ube macapuno cake.
Esistono diversi dolci correlati alla ube macapuno cake, fra cui la ube pandan cake (con foglie di pandano) e l'ube leche flan cake (il cui sapore ricorda quello del crème caramel).

### Ube mamón
Gli ube mamón o ube cupcake sono grossi cupcake che hanno il sapore e la consistenza della ube cake.

### Ube roll

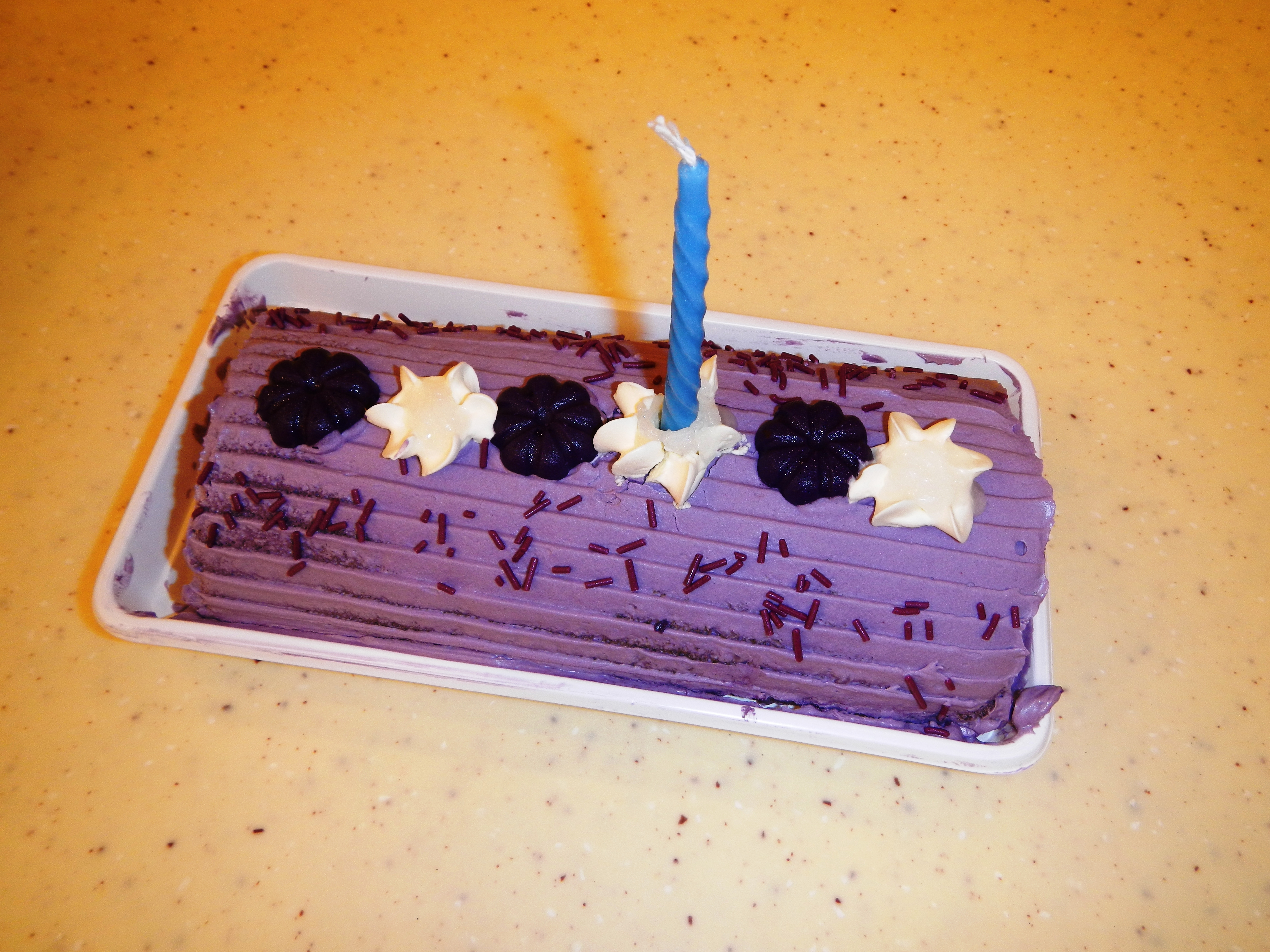
Un ube roll

L'Ube roll o ube pianono è una variante della torta che ha la forma di un dolce arrotolato. Il fagotto contiene un ripieno di burro, zucchero, latte e purè di ube. Un dolce molto simile che ha la meringa al posto del pan di spagna è il brazo de ube, che non differisce molto dal brazo de Mercedes.

### Ube taisan
L'ube taisan viene preparata seguendo il medesimo metodo usato per fare la taisan, ma differisce da quest'ultima per la presenza dell'ube. Gli altri ingredienti contenuti nell'ube taisan sono il burro (o la margarina), il formaggio e lo zucchero bianco. Esattamente come la taisan, l'ube taisan non è da consumare fredda e ha forma rettangolare.